# 登山杖

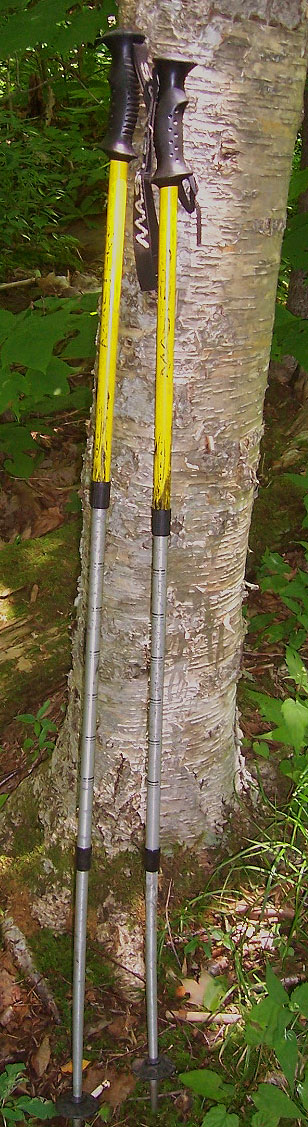
登山杖

登山杖是一对拿在手上用来辅助登山的工具。登山杖外形跟拐杖很像，长度可调，主要用来协调全身动作，在上下坡的时候帮助身体平衡并提升速度和稳定性，避免摔倒；它還能减轻双腿负担。使用登山杖，可以减轻膝盖关节承受重量的22%，降低30%的体能消耗。 登山杖甚至還能充當防衛武器。